# سالفورد (دائرة انتخابية في المملكة المتحدة)
سالفورد (بالإنجليزية: Salford)‏ هي إحدى الدوائر الانتخابية في المملكة المتحدة الممثلة في مجلس العموم في برلمان المملكة المتحدة.
عضو البرلمان الذي يمثلها حالياً هو :Rt Hon Hazel Blears (Lab).